# جان استون (تهیه‌کننده)
جان استون (انگلیسی: John Stone؛ ‏ ۱۲ سپتامبر ۱۸۸۸ – ۳ ژوئن ۱۹۶۱) فیلم‌نامه‌نویس، و تهیه‌کننده فیلم اهل ایالات متحده آمریکا بود. وی بین سال‌های ۱۹۲۱ تا ۱۹۴۸ میلادی فعالیت می‌کرد.
از فیلم‌های او می توان به ۳ مرد بد، نوادا و گذرنامه برای سوئز اشاره کرد.

## مرگ
او در کالیفرنیا درگذشت.